# 1579
1579 (MDLXXIX) byl rok, který dle juliánského kalendáře započal čtvrtkem.

## Události
- Vydán spis Pavla z Koldína Práva městská Království českého; přijat českým sněmem
- V Kralicích vyšel první díl šestisvazkové Bible kralické.
- Françoise de Montalais se oženil s Jacqueline du Bueil

### Probíhající události
- 1558–1583 – Livonská válka
- 1562–1598 – Hugenotské války
- 1568–1648 – Osmdesátiletá válka
- 1568–1648 – Nizozemská revoluce

## Narození
Česko
- 24. ledna – Jáchym Oldřich z Hradce, český šlechtic, karlštejnský purkrabí a komorník císaře († 23. ledna 1604)
- 7. prosince – Ladislav Velen ze Žerotína, moravský šlechtic, vůdce bělohorského odboje na Moravě, rada a vojenský komisař dánského krále a vojenský velitel Opavy († 1638)
- ? – Jom Tov Lipmann Heller, židovský učenec, vrchní pražský a moravský zemský rabín († 19. srpna 1654)

Svět
- 2. května – Hidetada Tokugawa, druhý šógun Tokugawské dynastie († 14. března 1632)
- 9. prosince – Svatý Martin de Porres, peruánský světec († 3. listopadu 1639)
- 20. prosince – křtěn John Fletcher, anglický dramatik (pohřben 29. srpna 1625)
- ? – Svatý Jan Ogilvie, mučedník, skotský konvertita († 10. března 1615)
- ? – Frans Snyders, vlámský barokní malíř († 19. srpna 1657)
- ? – Gherardo Silvani, italský barokní architekt a sochař († 1675)

## Úmrtí
- 16. února – Gonzalo Jimenéz de Quesada, španělský conquistador, cestovatel, právník a zakladatel dnešního kolumbijského hlavního města Bogoty (* 1495)
- 5. srpna – Stanislaus Hosius, polský kardinál (* 5. května 1504)
- 11. října – Mehmed Paša Sokolović, velkovezír Osmanské říše (* 1505)
- 24. října – Albrecht V. Bavorský, vévoda bavorský (* 29. února 1528)
- 4. listopadu – Václav III. Adam Těšínský, těšínský kníže z rodu Piastovců (* 1524)
- 21. listopadu – Thomas Gresham, anglický obchodník a finančník, zakladatel londýnské Královské burzy (* 1518)

## Hlavy států
- České království – Rudolf II.
- Svatá říše římská – Rudolf II.
- Papež – Řehoř XIII.
- Anglické království – Alžběta I.
- Francouzské království – Jindřich III.
- Polské království – Štěpán Báthory
- Uherské království – Rudolf II.
- Osmanská říše – Murad III.
- Perská říše – Muhammad Chodábende